# Miguel Valentín y Tamayo
Miguel Valentín y Tamayo (Tlaxiaco, Oaxaca; 5 de abril de 1779-1843) fue un político mexicano. 
Obtuvo una beca en el Colegio de San Pablo, Puebla; fue catedrático de la latinidad en el Colegio de San Juan y San Pablo; Obtuvo el grado de bachiller en cánones el 28 de abril de 1802, y el  bachiller de licenciado en la misma facultad el 28 de noviembre de 1806 y el 8 de diciembre de inmediato él de Doctor en esa Universidad. A partir de 1825 fue diputado por Oaxaca en el Congreso Nacional. En 1827 llegó a ser su presidente del Congreso al cerrar sus sesiones el 24 de mayo.